# Comuna Kozje
Kozje (Občina Kozje) este o comună din Slovenia, cu o populație de 3.370 de locuitori (2004).

## Localități
Bistrica, Buče, Dobležiče, Drensko Rebro, Gorjane, Gradišče, Gubno, Ješovec pri Kozjem, Klake, Kozje, Lesično, Ortnice, Osredek pri Podsredi, Pilštanj, Podsreda, Poklek pri Podsredi, Topolovo, Vetrnik, Vojsko, Vrenska Gorca, Zagorje, Zdole, Zeče pri Bučah